# Fernando (nummer)
Fernando is de eerste single van de Zweedse popgroep ABBA die niet afkomstig is van een album (de tweede was Summer Night City). Het nummer werd uitgebracht in de lente van 1976 met de hoofdzang van Anni-Frid Lyngstad. Het nummer verscheen wel op het in 1976 opnieuw uitgebrachte The Best of ABBA en op een dubbelverzamelalbum uit 1976 met de naam The Very Best of ABBA. In Australië en Nieuw-Zeeland stond het op het album Arrival.

## Achtergrond
Fernando was oorspronkelijk geen ABBA-nummer, maar geschreven voor ABBA-lid Lyngstad. Het verscheen op haar album Frida ensam uit 1975. Het nummer werd geschreven door Björn Ulvaeus, Benny Andersson en Stig Anderson en had de werktitel Tango.

### Zweedse versie
De originele Zweedse teksten werden geschreven door ABBA's manager Stig Anderson. Deze teksten verschillen nogal van de Engelse versie. In het Zweeds probeert de verteller Fernando met zijn gebroken hart te troosten, omdat hij zijn grote liefde is verloren.

### Engelse versie
De Engelse versie heeft een herschreven tekst van Ulvaeus. Deze presenteert een nostalgisch beeld van twee veteranen die terugdenken aan vroeger, aan een vrijheidsoorlog waarin ze beiden meestreden toen ze jonger waren. Ze refereren aan de Rio Grande, wat de oorlog waarschijnlijk de Mexicaanse Revolutie maakt. Deze begon toen Francisco I. Madero een leger over de grens van Texas leidde om dictator Porfirio Díaz, die al 34 jaar de leider van Mexico was, af te zetten.
De Engelse tekst bevat, ongewoon voor ABBA, een grammaticale fout in de zin "Since many years I haven't seen a rifle in your hand" – in standaard Engels zou het niet "Since many years" maar "For many years" moeten zijn.

## Ontvangst
Na het grote succes dat Lyngstad met het nummer had in Scandinavië, besloot ABBA het nummer als groep uit te brengen met een Engelse tekst. Het bleek een goede zet: Fernando werd een van ABBA's best verkochte singles, een nummer 1-hit in twaalf verschillende landen. Als Lyngstads versie, die nummer 1 was in Zweden, wordt meegeteld, zelfs dertien landen, hetzelfde aantal als later Dancing Queen zou halen.
In de Verenigde Staten haalde Fernando een dertiende positie, waarmee het de hoogste notering tot dan toe werd sinds Waterloo. In de Nederlandse Top 40 werd Fernando de eerste nummer 1-hit voor ABBA; in de Nationale Hitparade was het na Waterloo de tweede nummer 1-hit voor de groep. In beide hitlijsten stond Fernando 3 weken op de eerste plaats. Er werden in Nederland 75.000 exemplaren verkocht van de single.

## Hitnotering

### Nederlandse Top 40
| Fernando in de Nederlandse Top 40 – binnen: 20-03-1976 | Fernando in de Nederlandse Top 40 – binnen: 20-03-1976 | Fernando in de Nederlandse Top 40 – binnen: 20-03-1976 | Fernando in de Nederlandse Top 40 – binnen: 20-03-1976 | Fernando in de Nederlandse Top 40 – binnen: 20-03-1976 | Fernando in de Nederlandse Top 40 – binnen: 20-03-1976 | Fernando in de Nederlandse Top 40 – binnen: 20-03-1976 | Fernando in de Nederlandse Top 40 – binnen: 20-03-1976 | Fernando in de Nederlandse Top 40 – binnen: 20-03-1976 | Fernando in de Nederlandse Top 40 – binnen: 20-03-1976 | Fernando in de Nederlandse Top 40 – binnen: 20-03-1976 | Fernando in de Nederlandse Top 40 – binnen: 20-03-1976 | Fernando in de Nederlandse Top 40 – binnen: 20-03-1976 | Fernando in de Nederlandse Top 40 – binnen: 20-03-1976 |
| Week                                                   | 1                                                      | 2                                                      | 3                                                      | 4                                                      | 5                                                      | 6                                                      | 7                                                      | 8                                                      | 9                                                      | 10                                                     | 11                                                     | 12                                                     |                                                        |
| ------------------------------------------------------ | ------------------------------------------------------ | ------------------------------------------------------ | ------------------------------------------------------ | ------------------------------------------------------ | ------------------------------------------------------ | ------------------------------------------------------ | ------------------------------------------------------ | ------------------------------------------------------ | ------------------------------------------------------ | ------------------------------------------------------ | ------------------------------------------------------ | ------------------------------------------------------ | ------------------------------------------------------ |
| Nummer                                                 | 15                                                     | 5                                                      | 1                                                      | 1                                                      | 1                                                      | 2                                                      | 3                                                      | 6                                                      | 9                                                      | 20                                                     | 29                                                     | 37                                                     | uit                                                    |

### Nationale Hitparade
| Fernando in de Nederlandse Nationale Hitparade binnen: 13-03-1976 | Fernando in de Nederlandse Nationale Hitparade binnen: 13-03-1976 | Fernando in de Nederlandse Nationale Hitparade binnen: 13-03-1976 | Fernando in de Nederlandse Nationale Hitparade binnen: 13-03-1976 | Fernando in de Nederlandse Nationale Hitparade binnen: 13-03-1976 | Fernando in de Nederlandse Nationale Hitparade binnen: 13-03-1976 | Fernando in de Nederlandse Nationale Hitparade binnen: 13-03-1976 | Fernando in de Nederlandse Nationale Hitparade binnen: 13-03-1976 | Fernando in de Nederlandse Nationale Hitparade binnen: 13-03-1976 | Fernando in de Nederlandse Nationale Hitparade binnen: 13-03-1976 | Fernando in de Nederlandse Nationale Hitparade binnen: 13-03-1976 | Fernando in de Nederlandse Nationale Hitparade binnen: 13-03-1976 |
| Week                                                              | 1                                                                 | 2                                                                 | 3                                                                 | 4                                                                 | 5                                                                 | 6                                                                 | 7                                                                 | 8                                                                 | 9                                                                 | 10                                                                |                                                                   |
| ----------------------------------------------------------------- | ----------------------------------------------------------------- | ----------------------------------------------------------------- | ----------------------------------------------------------------- | ----------------------------------------------------------------- | ----------------------------------------------------------------- | ----------------------------------------------------------------- | ----------------------------------------------------------------- | ----------------------------------------------------------------- | ----------------------------------------------------------------- | ----------------------------------------------------------------- | ----------------------------------------------------------------- |
| Nummer                                                            | 19                                                                | 13                                                                | 2                                                                 | 1                                                                 | 1                                                                 | 1                                                                 | 3                                                                 | 4                                                                 | 9                                                                 | 21                                                                | uit                                                               |

### NPO Radio 2 Top 2000
| Nummer met noteringen in de NPO Radio 2 Top 2000 | '99 | '00 | '01 | '02 | '03 | '04 | '05 | '06 | '07 | '08 | '09 | '10 | '11 | '12 | '13  | '14  | '15  | '16  | '17  | '18 | '19 | '20 | '21 | '22 | '23 | '24 |
| ------------------------------------------------ | --- | --- | --- | --- | --- | --- | --- | --- | --- | --- | --- | --- | --- | --- | ---- | ---- | ---- | ---- | ---- | --- | --- | --- | --- | --- | --- | --- |
| Fernando                                         | 380 | 369 | 502 | 422 | 508 | 534 | 470 | 524 | 348 | 433 | 782 | 722 | 782 | 777 | 1109 | 1101 | 1209 | 1222 | 1194 | 951 | 902 | 886 | 696 | 719 | 731 | 717 |

1. ↑  Een vetgedrukt getal geeft de hoogste notering aan.

### Evergreen Top 1000
| Evergreen Top 1000 Fernando | Evergreen Top 1000 Fernando | Evergreen Top 1000 Fernando | Evergreen Top 1000 Fernando | Evergreen Top 1000 Fernando | Evergreen Top 1000 Fernando | Evergreen Top 1000 Fernando | Evergreen Top 1000 Fernando | Evergreen Top 1000 Fernando | Evergreen Top 1000 Fernando | Evergreen Top 1000 Fernando | Evergreen Top 1000 Fernando | Evergreen Top 1000 Fernando | Evergreen Top 1000 Fernando | Evergreen Top 1000 Fernando | Evergreen Top 1000 Fernando | Evergreen Top 1000 Fernando |
| Jaar                        | 2008                        | 2009                        | 2010                        | 2011                        | 2012                        | 2013                        | 2014                        | 2015                        | 2016                        | 2017                        | 2018                        | 2019                        | 2020                        | 2021                        | 2022                        | 2023                        |
| --------------------------- | --------------------------- | --------------------------- | --------------------------- | --------------------------- | --------------------------- | --------------------------- | --------------------------- | --------------------------- | --------------------------- | --------------------------- | --------------------------- | --------------------------- | --------------------------- | --------------------------- | --------------------------- | --------------------------- |
| Positie                     | 72                          | 61                          | 69                          | 69                          | 66                          | 367                         | 142                         | 176                         | 192                         | 243                         | 207                         | 310                         | 204                         | 184                         | 220                         | 300                         |

## Trivia
- In de musical Mamma Mia! zingt hoofdpersoon Donna slechts een paar regels van het nummer. In de verfilming wordt het nummer helemaal niet gezongen. Wel hoor je Donna (Meryl Streep) het nummer fluiten als ze in de geitenstal loopt. In de tweede verfilming Mamma Mia! Here We Go Again wordt het nummer gezongen door Cher, ondersteund door Andy García.
- Het nummer zorgt in 1976 voor een stijging van de populariteit van de voornaam Fernando. In 1975 werden nog 5 jongens met die voornaam geboren, maar een jaar later zijn dat er 16, een stijging van 220%.[2]